# 芭蕾舞剧列表
本表分类罗列芭蕾舞剧：
- 《天鹅湖》（1876年）
- 《睡美人》（1889年）
- 《胡桃鉗》（1892年）
- 《木偶王子》（The Wooden Prince，1917年）
- 《神奇的满大人》（The Miraculous Mandarin，1919年）
- 《红罂粟》（1927年）
- 《白毛女》
- 《大红灯笼高高挂》
- 《精卫》
- 《红色娘子军》
- 《吉赛尔》
- 《美人鱼》
- 《小小鱼仙子》
- 《巴黎圣母院》
- 《梅兰芳》
- 《舞姬》
- 《园丁的女儿》
- 《梁祝》
- 《二泉映月》
- 《罗密欧与朱丽叶》
- 《阿拉丁》
- 《火鸟》，史特拉文斯基
- 《泪泉》
- 《灰姑娘》
- 《难管的女儿》
- 《仲夏夜之梦》
- 《仙女們（英语：Les Sylphides）》
- 《彼得罗什卡》
- 《恐怖的伊凡》
- 《茶花女》
- 《唐吉诃德》
- 《希爾薇婭》
- 《加雅涅》
- 《葛蓓莉娅》